# Ильичёв, Андрей Теймуразович
Андрей Теймуразович Ильичёв (род. 23 мая 1959, Москва) — советский и российский математик, доктор физико-математических наук, лауреат премий имени академика Г. И. Петрова и академика Л. И. Седова.

## Биография
Окончил механико-математический факультет МГУ (1981).
Работает в МИАН (Математический институт им. В. А. Стеклова РАН), в настоящее время — ведущий научный сотрудник.
Профессор кафедры «Высшая математика» МГТУ им. Н. Э. Баумана.
Диссертации:
- О взаимодействии электромагнитного, гравитационного полей и материи в ОТО : диссертация … кандидата физико-математических наук : 01.01.02. — Москва, 1985. — 112 с[1][2].
- Некоторые вопросы теории уединенных волн в диспергирующих средах : диссертация … доктора физико-математических наук : 01.02.05. — Москва, 1996. — 115 с.

Научные интересы: нелинейные волны, гидродинамическая устойчивость, теория фильтрации.
Открыл новый тип перехода к неустойчивости течений в пористых средах. Решил классическую задачу об орбитальной устойчивости петли на эластике Эйлера.
Доктор физико-математических наук по специальности 01.02.05 — механика жидкости, газа и плазмы, профессор.
Лауреат премий имени акад. Г. И. Петрова и имени акад. Л. И. Седова. Автор книг по российской истории.
Некоторые публикации:
- Графики элементарных функций и их преобразования [Текст] : методические указания к выполнению типового расчета / А. Т. Ильичев, В. В. Кузнецов, И. Д. Фаликова; под. ред. С. К. Соболева ; Московский гос. технический ун-т им. Н. Э. Баумана. — Москва : МГТУ им. Н. Э. Баумана, 2004. — 53, [2] с. : ил., табл.; 21 см; ISBN 5-7038-2486-9 : 1500 экз.
- Устойчивость локализованных волн в нелинейно-упругих стержнях / А. Т. Ильичев. — Москва : Физматлит, 2009. — 159 с. : ил., табл.; 22 см; ISBN 978-5-9221-1098-3 (в пер.)
- Уединенные волны в моделях гидромеханики / А. Т. Ильичев. — М. : Физматлит, 2003 (РГУП Чебоксар. тип. N1). — 256 с. : ил., табл.; 22 см; ISBN 5-9221-0360-1 (в пер.)
- Исследование построение плоских кривых, заданных параметрически и в полярных координатах [Текст] : методические указания к выполнению типового расчета / С. К. Соболев, А. Т. Ильичев ; Московский гос. технический ун-т им. Н. Э. Баумана. — Москва : Изд-во МГТУ им. Н. Э. Баумана, 2004. — 78, [2] с. : ил., табл.; 20 см.
- Справочник по русской истории / А. Т. Ильичев. — Москва : URSS, 2003-. — 21 см.
- Справочник по русской истории / А. Т. Ильичев. — Москва : URSS, ч. 2: Южнорусские княжества. Владимирская Русь. — 2009. — 206 с.; ISBN 978-5-397-00131-1
- Справочник по русской истории : Владимирская Русь, 1240—1327 / А. Т. Ильичев, А. Г. Ляшенко. — Москва : URSS : ЛЕНАНД, 2017. — 149 с. ; 22 см.